# Szakály Aurél
Szakály Aurél (Szombathely, 1968. július 30. –) magyar színész.

## Életpályája
Szombathelyen született 1968. július 30-án. A körmendi Kölcsey Ferenc Gimnáziumban érettségizett, és a szegedi József Attila Tudományegyetemen szerzett programozó matematikus diplomát. Nagykanizsán, munka mellett kezdett el  a helyi színjátszó csoportban tevékenykedni. 1995 és 1998 között Zalaegerszegen a  Nádasdy Kálmán Színészképző Stúdió növendéke volt. 1998-tól a Hevesi Sándor Színház társulatának tagja, 2002-től színművésze.

## Fontosabb színházi szerepei
- Aldous Huxley: A Mona Lisa mosoly (Tea rózsával)... Második börtönőr
- Békeffi István: Janika... boy
- Rákoss Péter: A mumus... II. Mumus
- Molnár Ferenc – Kocsák Tibor – Miklós Tibor: A vörös malom... Részeg polgár; ördög
- Molnár Ferenc: Játék a kastélyban... Almády, a színész
- Molnár Ferenc: Liliom... Hugó
- Edmond Rostand: Cyrano de Bergerac... 1. szakács; kadét
- Georges Feydeau: A férj vadászni jár... Első rendőr
- Friedrich Schiller: Haramiák... Grimm
- Alan Jay Lerner: My Fair Lady... Háziúr
- Zerkovitz Béla – Szilágyi László: Csókos asszony... Dugonits
- Jean Anouilh: Eurüdike... Szállodai inas
- Joseph Stein: Hegedűs a háztetőn... Avram, könyvárus
- William Shakespeare: Rómeó és Júlia... Péter, Júlia dajkájának szolgája; Sámson, a Capulet ház szolgája
- William Shakespeare: Lear király... Burgund hercege
- William Shakespeare: III. Richárd... Rivers grófja, Erzsébet bátyja
- William Shakespeare: Vízkereszt, vagy bánom is én... Vitéz Fonnyadi Ábris (Böföghy barátja)
- William Shakespeare: Makrancos hölgy, avagy a személyiség megzabolázása... Gremio
- William Shakespeare: A windsori víg nők... Keszeg, Bárgyú unokaöccse
- Molière: Tartuffe... Tartuffe
- Illyés Gyula – Litvai Nelli: Szélkötő kalamona... Kőszáli király
- Dobozy Imre: Tizedes meg a többiek... SS hadnagy
- Arthur Miller: A salemi boszorkányok... Danforth főbíró
- Vörösmarty Mihály: Csongor és Tünde... ördög; vándor
- Nagy Ignác: Tisztújítás... Hajlósi, aljegyző
- Bereményi Géza: Shakespeare királynője... Lovász; II. Színész; Katalin
- Zágon István - Nóti Károly – Eisemann Mihály: Hippolyt, a lakáj... Nagy András
- Rideg Sándor: Indul a bakterház... Csendőr
- Móricz Zsigmond: Úri muri... Csugari
- Friedrich Dürrenmatt: Az öreg hölgy látogatása... Orvos; Rádióriporter; Vonatvezető
- Lázár Ervin: A kisfiú meg az oroszlánok... Rendőr, Segítőkész, De Rendőr, Artúr, Építész
- Terrence Mc Nally - David Yazbek: Alul semmi... Malcolm Mcgregor
- L. Frank  Baum – Tompagábor Kornél – Monostori János: Óz, a nagy varázsló... Bádogember
- Madách Imre: Az ember tragédiája...Harmadik a népből, Harmadik polgár, Első mesterlegény
- Szabó Magda: Régimódi történet... Koporsós
- Szabó Magda - Hajdu Sándor: Sziget-kék... József (taliga, Lukács, szomorú madár)
- Luigi Pirandello: Így van, ha így tetszik... Centuri, nyomozó
- Vaszary János: A vörös bestia... G.B. Morrison, amerikai pénzember
- Tasnádi István: A magyar zombi... Speed
- Tasnádi István: Tranzit... Büdös ember
- Tasnádi István: Közellenség... Günther; Hinz; Csikós II.
- Gádor Béla – Tasnádi István: Othello Gyulaházán... Ösztöndíjas csehszlovák íróbarátunk
- Horváth Károly – Tömöry Péter: Canterbury mesék... Takács,később Elemző pártütő, Aleyn
- Csukás István: Kutyánszky Kázmér, a versíró kutya... Kázmér
- Kurt Weill – Bertolt Brecht: Koldusopera... Fűrész Róbert
- Katona József: Bánk bán... Tiborc
- Galt Macdermot – Gerom Ragni – James Rado: Hair... McDonald, dadogós
- Ken Ludwig: Botrány az operában... Londíner
- Ken Ludwig: Primadonnák... Larry
- Ray Cooney: Páratlan páros... Troughton felügyelő
- Dario Fo: Egy anarchista véletlen halála... Újságíró
- Bornemisza Péter: Magyar Elektra... Aegistus királ
- John Kander – Fred Ebb - Bob Fosse: Chicago... Fogarty őrmester; Riporter 1.; Ügyész
- Presser Gábor – Horváth Péter – Sztevanovity Dusán: A padlás... Témüller (azelőtt házmester, most önkéntes segéderő)
- Presser Gábor – Varró Dániel – Teslár Ákos: Túl a maszat-hegyen... Náthás Angol Költő
- Lionel Bart: Olivér!... Mr. Sowerberry (temetkezési vállalkozó)
- Forgách András: Holdvilág és utasa... Lutphali Suratgar
- Huszka Jenő: Gül baba... Kücsük Ali
- Fenyő Miklós – Novai Gábor – Böhm György – Korcsmáros György: Hotel Menthol... Oktán, a benzinkutas
- Füst Milán: Boldogtalanok... Dr. Beck Gyula (kórházi orvos)
- Szigligeti Ede: Liliomfi... ifjú Schwartz Adolf
- Anton Pavlovics Csehov: Cseresznyéskert... Jepihodov (Szemjon Pantyelejevics, könyvelő)
- Brandon Thomas – Aldobolyi Nagy György – Bradányi Iván: Charley nénje... Stephen Spittigue, oxfordi ügyvéd
- Kacsóh Pongrác – Bakonyi Károly: János vitéz... Strázsamester
- Szirmai Albert – Bakonyi Károly – Gábor Andor: Mágnás Miska... Mixi gróf
- Hamvai Kornél: Szigliget... Furák Tamás (kritikus)
- Dale Wassermann – Mitch Leigh – Joe Darion: La Mancha lovagja... Cervantes (Don Quijote)
- April De Angelis: Színésznők... Csávó
- Szálinger Balázs: Köztársaság... Marcus (római származású kalóz, őr)
- Pierre-Augustin Caron de Beaumarchais: Figaro házassága... Figaro (belső inas és mindenes)
- Müller Péter – Seress Rezső: Szomorú vasárnap... Jani (a pincér)
- Krusovszky Dénes: Az üveganya... Robi (Krammer volt cégénél munkás)
- Balogh Elemér – Kerényi Imre – Rossa László: Csíksomlyói passió... Lucifer (Prefektus Eunuchorium, Centurio)
- Pierre Barillet – Jean-Pierre Grédy: A kaktusz virága... Gerard (Fogorvos)
- Ray Cooney: A miniszter félrelép... A hulla
- Ray Cooney: Család ellen nincs orvosság... Bill
- Ray Cooney – John Chapman: Kölcsönlakás... Tristan Pangbourne
- Jaroslav Hašek – Spiró György: Svejk... Stábfoglár (Tar úr; Baloun; Lengyel katona)
- Nagy Tibor – Bradányi Iván – Pozsgai Zsolt: A kölyök... Med, a menhely lakója; Apa
- Tolcsvay László – Müller Péter – Bródy János: Doctor Herz... Olivér
- Tolcsvay László – Müller Péter – Müller Péter Sziámi: Isten pénze... Joe bácsi
- Pedro Calderón de la Barca: Az élet a-moll (álom)... Astolfo
- Görgey Gábor: Komámasszony, hol a stukker?... K. Müller
- Tamási Áron: Csalóka szivárvány... Fecske
- Székely Csaba: Szeretik a banánt, elvtársak?... Róbert (monodráma)
- Francis Veber: Balfácánt vacsorára... Cheval
- Sánta Ferenc: Az ötödik pecsét... Keszei, fényképész
- Kálmán Imre: Csárdáskirálynő... Leopold Mária Lippert-Weilersheim hercege
- Bertolt Brecht: A szecsuáni jólélek... Vang, vízárus
- Hunyady Sándor – Márkus Alfréd: Lovagias ügy... Virág
- Székely János: Caligula helytartója... Probus
- Arthur Miller: Az ügynök halála... Howard Wagner
- Dés László – Geszti Péter – Békés Pál: A dzsungel könyve... Sír Kán
- Déry Tibor – Pós Sándor – Presser Gábor – Adamis Anna: Képzelt riport egy amerikai popfesztiválról... József
- Moravetz Levente – Balásy Szabolcs: Zrínyi 1566... Orsits István, hadnagy
- L. Frank Baum – Tompagábor Kornél – Monostori János: Óz... Henrik Bácsi; Kulcsár
- Egressy Zoltán: Sóska, sültkrumpli... Szappan, partjelző
- Örkény István: Tóték... Postás
- Dés László – Nemes István – Koltai Róbert – Nógrádi Gábor: Sose halunk meg... Pucus
- Szakcsi Lakatos Béla – Csemer Géza: Cigánykerék... Rácz Jozsó, cigányprímás
- Vajda Katalin: Legyetek jók, ha tudtok... Ignác atya
- David Seidler: A király beszéde... Cosmo Lang, Canterbury érseke
- Fodor László: Érettségi...  Hegedűs
- Szüle Mihály – Harmath Imre – Walter László: Egy bolond százat csinál... Orvos
- Mikszáth Kálmán: A Noszty fiú esete Tóth Marival... Kozsehuba Tivadar, Rozália kérője; Topsich gróf
- Bacsó Péter – Hamvai Kornél: A tanú... Fegyőr
- Moravetz Levente – Bozó László: Volt egy seregünk... Ötödik katona
- Szálinger Balázs: Becsvölgye... Kákics Tamás, polgárőr
- Rideg Sándor: Indul a bakterház... Buga Jóska

## Filmek, tv
- Tasnádi István: Közellenség (színházi előadás tv-felvétele) (2015)
- Sánta Ferenc: Az ötödik pecsét (színházi előadás tv-felvétele) (2016)
- Székely János: Caligula helytartója (színházi előadás tv-felvétele) (2018)
- Félúton (2019)
- Legyetek szeretettel (2023)